# SovRom
Sovrom-urile, de multe ori SOVROM, au fost societăți mixte româno-sovietice înființate în 1945 în urma unui acord între Regatul României și Uniunea Sovietică, semnat la Moscova pe 8 mai 1945, cu scopul oficial de a gestiona recuperarea datoriilor României față de Uniunea Sovietică (vezi Tratatele de pace de la Paris, 1947). Sovrom-urile au funcționat până în 1956, când au fost dizolvate. 
Sovromurile au reprezentat o formă de control a Uniunii Sovietice asupra economiei românești, fiind înființat câte unul pentru fiecare ramură importantă a economiei naționale. Acest control a fost solidificat de preluarea unilaterală de către URSS a tuturor fabricilor înființate în trecut de Imperiul German și de Regatul Italiei pe teritoriul României, conform Conferinței de la Potsdam.
Aceste societăți mixte au devenit cunoscute cu numele de „sovromuri”, termen asociat cu spolierea României de către URSS. Sovromurile au reprezentat cea mai durabilă și mai rentabilă formă de exploatare de către URSS a bunurilor generale din România, dar de fapt exploatarea la sânge a bogățiilor naturale ale țării și, în general, a economiei românești. 
Într-un memoriu adresat prim-ministrului de atunci, Petru Groza, academicianul Onisifor Ghibu califica înființarea societăților mixte româno-sovietice drept „un capitol al tragediei noastre de astăzi, camuflat sub firma prieteniei «româno-sovietice» ”. Cât despre activitatea lor, același Onisifor Ghibu considera că „sub acest nume benign, se duc în Rusia cele mai de seamă bogății de tot felul ale țării noastre, cu prețuri derizorii, în timp ce pe piețele noastre lipsesc cele mai necesare articole sau suntem nevoiți să le plătim înzecit mai mult decât plătesc pe ele sovietele”. 
În toamna anului 1954, 12 din cele 16 întreprinderi Sovrom active în acel moment au fost desființate, restul în următorii ani, până în 1956. Motivul lichidării a fost acela că sectorul socialist, de tip sovietic, era deja larg majoritar în economie. Pe 25 septembrie 1956, un comunicat din ziarul Pravda (reluat de Scânteia) anunța cedarea către Republica Populară Română a părții sovietice din Sovrom-uri.

## Istoric

### Tipuri
Câteva întreprinderi de tip Sovrom au fost următoarele
- Sovromtransport, (1945 - 1954), societate de navigație, prima societate înființată
- Sovromcuarțit, (1952 - 1956), exploatarea uraniului
- Sovrompetrol
- Sovromfilm
- Sovrombanc
- Sovromlemn
- Sovrommetal
- Sovromgaz
- Sovromchim
- Sovromconstrucția
- Sovromnaval
- Sovrom Metale Neferoase
- Sovromcărbune
- Sovromasigurare
- Sovromtractor
- Sovromutilajpetrolier
- TARS (Transporturile Aeriene Româno-Sovietice)